# تشوالان
تشوالان هي قرية في مقاطعة سردشت، إيران. يقدر عدد سكانها بـ 100 نسمة بحسب إحصاء 2016.